# 1. Fußball- und Sportverein Mainz 05 II 2014-2015
Questa voce raccoglie le informazioni riguardanti il 1. Fußball- und Sportverein Mainz 05 II nelle competizioni ufficiali della stagione 2014-2015.

## Stagione
Nella stagione 2014-2015 il Magonza II, allenato da Martin Schmidt e Sandro Schwarz, concluse il campionato di 3. Liga al 16º posto.

## Rosa
| N. |                     | Ruolo | Calciatore          |
| -- | ------------------- | ----- | ------------------- |
| 1  | Germania (bandiera) | P     | Robin Zentner       |
| 2  | Germania (bandiera) | D     | Fabian Kalig        |
| 3  | Germania (bandiera) | D     | Felix Müller        |
| 4  | Germania (bandiera) | D     | Damian Roßbach      |
| 5  | Germania (bandiera) | C     | Richard Weil        |
| 6  | Germania (bandiera) | D     | Michael Falkenmayer |
| 7  | Germania (bandiera) | A     | Kai Pröger          |
| 8  | Germania (bandiera) | C     | Daniel Bohl         |
| 9  | Francia (bandiera)  | A     | Mounir Bouziane     |
| 10 | Germania (bandiera) | C     | Sebastian Gärtner   |
| 11 | Germania (bandiera) | C     | Dennis Franzin      |
| 13 | Germania (bandiera) | A     | Pascal Reinhardt    |
| 14 | Germania (bandiera) | C     | Alexander Wähling   |
| 15 | Germania (bandiera) | D     | Tevin Ihrig         |
| 17 | Germania (bandiera) | D     | Marc Wachs          |
| 18 | Germania (bandiera) | P     | Jannik Huth         |

| N. |                     | Ruolo | Calciatore      |
| -- | ------------------- | ----- | --------------- |
| 19 | Germania (bandiera) | A     | Lucas Höler     |
| 20 | Germania (bandiera) | A     | Jan-Lucas Dorow |
| 21 | Germania (bandiera) | D     | Marcel Costly   |
| 22 | Germania (bandiera) | C     | Marcel Hammann  |
| 23 | Austria (bandiera)  | P     | Bernhard Hendl  |
| 24 | Germania (bandiera) | D     | Alexander Hack  |
| 25 | Germania (bandiera) | C     | Philipp Klement |
| 27 | Germania (bandiera) | A     | Aaron Seydel    |
| 28 | Bulgaria (bandiera) | C     | Todor Nedelev   |
| 29 | Germania (bandiera) | C     | Devante Parker  |
| 30 | Germania (bandiera) | C     | Patrick Pflücke |
| 34 | Germania (bandiera) | D     | Tobias Schilk   |
| 45 | Germania (bandiera) | D     | Benedikt Saller |
| 47 | Germania (bandiera) | D     | Malte Moos      |
| 59 | Germania (bandiera) | P     | Lukas Watkowiak |
|    | Germania (bandiera) | D     | Niko Bungert    |

## Organigramma societario
Area tecnica
- Allenatore: Sandro Schwarz
- Allenatore in seconda:
- Preparatore dei portieri: Sven Hoffmeister
- Preparatori atletici: Johannes Engert, Johannes Engert

## Calciomercato

### Sessione estiva
| Acquisti | Acquisti          | Acquisti       | Acquisti |
| R.       | Nome              | da             | Modalità |
| -------- | ----------------- | -------------- | -------- |
| D        | Alexander Hack    | Unterhaching   |          |
| D        | Marcel Costly     | Rotenburger SV |          |
| C        | Sebastian Gärtner | Norimberga     |          |
| C        | Marcel Hammann    | Magonza U19    |          |
| P        | Bernhard Hendl    | Jahn Ratisbona |          |
| A        | Lucas Höler       | Oldenburg      |          |
| D        | Jonas Kiermeier   | Neckarelz      |          |
| A        | Kai Pröger        | Oldenburg      |          |
| A        | Pascal Reinhardt  | Homburg        |          |
| C        | Alexander Wähling | Karlsruhe U19  |          |

| Cessioni | Cessioni           | Cessioni              | Cessioni |
| R.       | Nome               | a                     | Modalità |
| -------- | ------------------ | --------------------- | -------- |
| C        | Robin Garnier      | Eintracht Treviri     |          |
| D        | David Kinsombi     | Eintracht Francoforte |          |
| C        | Steven Lewerenz    | Kickers Würzburg      |          |
| P        | Christian Mathenia | Darmstadt             |          |
| A        | Shawn Parker       | Augusta               |          |
| C        | Dennis Schmitt     | Kickers Würzburg      |          |
| D        | Marcel Seegert     | Waldhof Mannheim      |          |
| C        | Nico Seegert       | Waldhof Mannheim      |          |

### Sessione invernale
| Acquisti | Acquisti        | Acquisti       | Acquisti |
| R.       | Nome            | da             | Modalità |
| -------- | --------------- | -------------- | -------- |
| A        | Jan-Lucas Dorow | Kaiserslautern |          |

| Cessioni | Cessioni         | Cessioni  | Cessioni |
| R.       | Nome             | a         | Modalità |
| -------- | ---------------- | --------- | -------- |
| C        | Stephane Eba Eba | Wil       |          |
| D        | Jonas Kiermeier  | Neckarelz |          |
| A        | Petar Slišković  | Aarau     |          |

## Risultati

### 3. Liga

#### Girone di andata
| Arbitro: | Cortus |

|             |           |                      |
| Bouziane 7’ | Marcatori | 38’ Klos 90’ Hemlein |

| Arbitro: | Mix |

|                         |           |                             |
| Aydogmus 12’ Kessel 54’ | Marcatori | 26’ Gärtner 81’ (rig.) Weil |

| Arbitro: | Koslowski |

|                            |           |                                        |
| Höler 67’, 85’ Klement 83’ | Marcatori | 3’ Klotz 5’ Janjić 61’ Wille 68’ Grote |

| Arbitro: | Huber |

|                             |           |  |
| Müller 61’ Edwini-Bonsu 80’ | Marcatori |  |

| Arbitro: | Waschitzki-Günther |

|               |           |                                                        |
| Reinhardt 52’ | Marcatori | 20’, 81’ Köpke 23’ Redondo 64’ Voglsammer 89’ Widemann |

| Arbitro: | Bokop |

|            |           |                                       |
| Harder 24’ | Marcatori | 6’ Pflücke 68’ Bouziane 79’ Reinhardt |

| Arbitro: | Schlager |

|  |           |                              |
|  | Marcatori | 50’ Bickel 90’ (rig.) Ziemer |

| Arbitro: | Schwermer |

|                  |           |  |
| Obernosterer 74’ | Marcatori |  |

| Magonza 13 settembre 2014, ore 14:00 CEST 9ª giornata | Magonza II | 0 – 0 referto | Energie Cottbus | Stadion am Bruchweg (893 spett.)\| Arbitro: \| Jöllenbeck \| |
| Arbitro:                                              | Jöllenbeck |               |                 |                                                              |

| Arbitro: | Göpferich |

|            |           |              |
| Eilers 31’ | Marcatori | 90’ Bouziane |

| Arbitro: | Schröder |

|                                           |           |  |
| Nedelev 52’ Bouziane 55’ Klement 76’, 86’ | Marcatori |  |

| Arbitro: | Dittrich |

|                 |           |  |
| Brandstetter 2’ | Marcatori |  |

| Arbitro: | Badstübner |

|               |           |            |
| Slišković 35’ | Marcatori | 67’ Heider |

| Arbitro: | Schwermer |

|             |           |                        |
| Jänicke 85’ | Marcatori | 12’ Roßbach 24’ Parker |

| Arbitro: | Storks |

|             |           |  |
| Roßbach 89’ | Marcatori |  |

| Arbitro: | Waschitzki-Günther |

|                                         |           |             |
| Fischer 27’ Binakaj 47’ Skarlatidis 88’ | Marcatori | 42’ Nedelev |

| Arbitro: | Sather |

|                              |           |  |
| Ornatelli 33’ Il'jučenko 65’ | Marcatori |  |

| Arbitro: | Huber |

|  |           |                  |
|  | Marcatori | 38’ (rig.) Gogia |

| Arbitro: | Treiber |

|          |           |                    |
| Fink 69’ | Marcatori | 40’, 48’ Slišković |

#### Girone di ritorno
| Arbitro: | Kempkes |

|                           |           |  |
| Schütz 13’ Ulm 65’ (rig.) | Marcatori |  |

| Arbitro: | Siewer |

|          |           |             |
| Weil 45’ | Marcatori | 37’ Dahmani |

| Arbitro: | Koslowski |

|                   |           |             |
| Janjić 12’ (rig.) | Marcatori | 23’ Roßbach |

| Arbitro: | Jablonski |

|                        |           |                                         |
| Bouziane 52’ Höler 55’ | Marcatori | 60’ Calamita 62’ Müller 88’ Leutenecker |

| Arbitro: | Jöllenbeck |

|            |           |                     |
| Killer 78’ | Marcatori | 28’ Höler 81’ Kalig |

| Magonza 13 febbraio 2015, ore 19:00 CET 25ª giornata | Magonza II | 0 – 0 referto | Borussia Dortmund II | Stadion am Bruchweg (460 spett.)\| Arbitro: \| Mix \| |
| Arbitro:                                             | Mix        |               |                      |                                                       |

| Arbitro: | Huber |

|                           |           |             |
| Ziemer 60’ Schünemann 69’ | Marcatori | 90’ Klement |

| Arbitro: | Schwermer |

|  |           |                                |
|  | Marcatori | 46’ Breier 86’ (rig.) Wanitzek |

| Arbitro: | Reichel |

|                |           |           |
| Michel 6’, 60’ | Marcatori | 67’ Höler |

| Arbitro: | Waschitzki-Günther |

|             |           |  |
| Franzin 18’ | Marcatori |  |

| Arbitro: | Koslowski |

|                   |           |           |
| Krohne 90’ (rig.) | Marcatori | 45’ Höler |

| Arbitro: | Treiber |

|                          |           |                    |
| Moritz 6’ Höler 37’, 44’ | Marcatori | 87’ (rig.) Czichos |

| Arbitro: | Schröder |

|                   |           |  |
| Kazior 43’ (rig.) | Marcatori |  |

| Arbitro: | Badstübner |

|            |           |               |
| Franzin 7’ | Marcatori | 68’ Schindler |

| Ratisbona 25 aprile 2015, ore 14:00 CEST 34ª giornata | Jahn Ratisbona | 0 – 0 referto | Magonza II | Jahnstadion (3 515 spett.)\| Arbitro: \| Alt \| |
| Arbitro:                                              | Alt            |               |            |                                                 |

| Arbitro: | Göpferich |

|                                  |           |            |
| Ihrig 20’ Klement 34’ Parker 79’ | Marcatori | 45’ Hägele |

| Arbitro: | Mix |

|                 |           |                |
| Weil 86’ (rig.) | Marcatori | 14’ Il'jučenko |

| Arbitro: | Ittrich |

|           |           |                |
| Osawe 63’ | Marcatori | 57’, 72’ Höler |

| Arbitro: | Cortus |

|          |           |          |
| Bohl 42’ | Marcatori | 75’ Fink |

## Statistiche

### Statistiche di squadra
| Competizione | Punti | In casa | In casa | In casa | In casa | In casa | In casa | In trasferta | In trasferta | In trasferta | In trasferta | In trasferta | In trasferta | Totale | Totale | Totale | Totale | Totale | Totale | DR |
| Competizione | Punti | G       | V       | N       | P       | Gf      | Gs      | G            | V            | N            | P            | Gf           | Gs           | G      | V      | N      | P      | Gf     | Gs     | DR |
| ------------ | ----- | ------- | ------- | ------- | ------- | ------- | ------- | ------------ | ------------ | ------------ | ------------ | ------------ | ------------ | ------ | ------ | ------ | ------ | ------ | ------ | -- |
| 3. Liga      | 42    | 19      | 5       | 7       | 7       | 24      | 26      | 19           | 5            | 5            | 9            | 19           | 26           | 38     | 10     | 12     | 16     | 43     | 52     | -9 |
| Totale       | 42    | 19      | 5       | 7       | 7       | 24      | 26      | 19           | 5            | 5            | 9            | 19           | 26           | 38     | 10     | 12     | 16     | 43     | 52     | -9 |

### Andamento in campionato
| Giornata  | 1  | 2  | 3  | 4  | 5  | 6  | 7  | 8  | 9  | 10 | 11 | 12 | 13 | 14 | 15 | 16 | 17 | 18 | 19 | 20 | 21 | 22 | 23 | 24 | 25 | 26 | 27 | 28 | 29 | 30 | 31 | 32 | 33 | 34 | 35 | 36 | 37 | 38 |
| --------- | -- | -- | -- | -- | -- | -- | -- | -- | -- | -- | -- | -- | -- | -- | -- | -- | -- | -- | -- | -- | -- | -- | -- | -- | -- | -- | -- | -- | -- | -- | -- | -- | -- | -- | -- | -- | -- | -- |
| Luogo     | C  | T  | C  | T  | C  | T  | C  | T  | C  | T  | C  | T  | C  | T  | C  | T  | T  | C  | T  | T  | C  | T  | C  | T  | C  | T  | C  | T  | C  | T  | C  | T  | C  | T  | C  | C  | T  | C  |
| Risultato | P  | N  | P  | P  | P  | V  | P  | P  | N  | N  | V  | P  | N  | V  | V  | P  | P  | P  | V  | P  | N  | N  | P  | V  | N  | P  | P  | P  | V  | N  | V  | P  | N  | N  | V  | N  | V  | N  |
| Posizione | 12 | 14 | 18 | 20 | 20 | 19 | 19 | 20 | 20 | 20 | 18 | 19 | 18 | 16 | 15 | 15 | 18 | 19 | 17 | 17 | 18 | 17 | 17 | 16 | 16 | 16 | 18 | 19 | 18 | 18 | 17 | 17 | 17 | 18 | 17 | 17 | 16 | 16 |

Legenda:

Luogo: C = Casa; T = Trasferta. Risultato: V = Vittoria; N = Pareggio; P = Sconfitta.

### Statistiche dei giocatori
| D. Bohl        | 32 | 1  | 13 | 0 |
| M. Bouziane    | 32 | 5  | 2  | 0 |
| N. Bungert     | 0  | 0  | 0  | 0 |
| M. Costly      | 7  | 0  | 1  | 0 |
| J. Dorow       | 8  | 0  | 0  | 0 |
| S. Eba         | 0  | 0  | 0  | 0 |
| T. Fahrenholz  | 2  | 0  | 0  | 0 |
| M. Falkenmayer | 15 | 0  | 2  | 0 |
| D. Franzin     | 18 | 2  | 7  | 0 |
| S. Gärtner     | 8  | 1  | 0  | 0 |
| A. Hack        | 20 | 0  | 0  | 1 |
| M. Hammann     | 0  | 0  | 0  | 0 |
| B. Hendl       | 2  | 0  | 1  | 0 |
| J. Huth        | 15 | 0  | 1  | 0 |
| L. Höler       | 26 | 10 | 2  | 0 |
| T. Ihrig       | 14 | 1  | 0  | 0 |
| F. Kalig       | 33 | 1  | 4  | 0 |
| J. Kiermeier   | 0  | 0  | 0  | 0 |
| P. Klement     | 32 | 5  | 1  | 0 |
| J. Koch        | 1  | 0  | 0  | 0 |
| M. Moos        | 1  | 0  | 0  | 0 |
| C. Moritz      | 2  | 1  | 0  | 0 |
| F. Müller      | 24 | 0  | 5  | 0 |
| T. Nedelev     | 9  | 2  | 0  | 0 |
| D. Parker      | 29 | 2  | 6  | 0 |
| P. Pflücke     | 27 | 1  | 0  | 0 |
| K. Pröger      | 2  | 0  | 0  | 0 |
| P. Reinhardt   | 8  | 2  | 0  | 0 |
| D. Roßbach     | 27 | 3  | 6  | 0 |
| B. Saller      | 27 | 0  | 7  | 0 |
| T. Schilk      | 19 | 0  | 2  | 0 |
| A. Seydel      | 0  | 0  | 0  | 0 |
| P. Slišković   | 8  | 3  | 1  | 0 |
| M. Wachs       | 21 | 0  | 0  | 0 |
| L. Watkowiak   | 0  | 0  | 0  | 0 |
| R. Weil        | 35 | 3  | 5  | 0 |
| A. Wähling     | 1  | 0  | 0  | 0 |
| R. Zentner     | 21 | 0  | 1  | 0 |